# Списки мов
Списки мов:
- Список мов за абеткою
- Список мов за кількістю мовців
- Список офіційних мов
- Список мовних сімей
- Список мов за групами (ієрархічний), див. також Генеалогічна класифікація мов
- Список мов за країною
- Список загрожених мов
- Список мертвих мов
- Список ізольованих мов
- Список некласифікованих мов